# Yahoo! Time Capsule
La Yahoo! Time Capsule è una capsula del tempo creata da Yahoo!, nata da un'idea di Jonathan Harris. Il suo scopo è quello di raccogliere l'eredità digitale di come era la vita nel 2006. In origine, la Time Capsule doveva essere irradiata con un laser nello spazio da una piramide messicana nel tentativo di comunicare con la vita extraterrestre. Aperta ai contributi dal 10 ottobre 2006 all'8 novembre 2006, la Time Capsule sperava anche di catturare i pensieri e i sentimenti del mondo nel 2006 come esercizio di antropologia elettronica o digitale. Al momento della chiusura della capsula, 170.857 erano i contributi complessivamente. La maggior parte di questi (32.910) proveniva dalla fascia di età 20-29.
In un primo momento, era previsto di essere prodotta presso la Piramide del Sole a Teotihuacan, in Messico, ma le autorità messicane hanno negato il permesso a Yahoo!, temendo dei possibili danni al posto. Quindi, si è optato di celebrare la sua produzione al Jemez Pueblo nel Nuovo Messico. L'evento dal vivo di 18 ore si è svolto nelle serate del 25, 26 e 27 ottobre e prevedeva la proiezione di gigantesche immagini digitali inviate tramite la Time Capsule su un'antica scogliera di roccia rossa nella riserva indiana. Ogni notte si apriva con danze e musica tradizionali del popolo del Jemez Pueblo, davanti alle immense proiezioni e luci che si potevano vedere per miglia attraverso il deserto. Le registrazioni di musica popolare internazionale fornite dalla Smithsonian Folkways Recordings hanno accompagnato il webcast globale dal vivo. L'evento della Time Capsule è stato progettato e prodotto dall'artista dei media ambientali Marc Herring, di Herring Media Group, e ha visto la partecipazione per i servizi di ingegneria di proiezione e visualizzazione di Quince Imaging.
La Time Capsule è stata chiusa l'8 novembre 2006, insieme al suo contenuto, che è stato affidato alla Smithsonian Folkways Recordings che ha sede a Washington, dove sarebbe rimasta fino al 25º compleanno di Yahoo! nel 2020. Si pensa che la capsula rappresenti una delle più grandi raccolte di media digitali del suo genere al mondo.
Oltre alla possibilità di mandare testo, audio, immagini e video, i visitatori possono sfogliare le voci precedentemente incluse, commentarle o inoltrarle. In cambio dell'invio dei contenuti alla Time Capsule, Yahoo! ha chiesto agli utenti, tramite un sondaggio, a chi avrebbe dovuto donare 100.000$ tra una delle sette enti di beneficenza seguenti: il World Wildlife Fund, l'International Rescue Committee, la Grameen Foundation, l'UNICEF, One.org, Seeds of Peace e la International Child Art Foundation.
Nel febbraio 2020, alcuni media hanno suggerito che, al seguito del declino di Yahoo! come azienda a partire dal 2006, era possibile che la Time Capsule non venisse riaperta nel marzo 2020.
Il 2 marzo 2020, durante una riunione aziendale, la Time Capsule è stata riaperta.